# Kantatie 45
La Kantatie 45 (in svedese Stamväg 45) è una strada principale finlandese. Ha inizio a Helsinki e si dirige verso nord, dove si conclude dopo 51 km nei pressi di Hyvinkää.

## Percorso
La Kantatie 45 tocca i comuni di Vantaa, Tuusula e Nurmijärvi.